# Flashpoint (comics)
Pour les articles homonymes, voir Flashpoint.
Flashpoint est un comic book publié par DC Comics en 2011. C’est un récit crossover qui est constitué d’une série principale éponyme et de plusieurs titres dérivés. L’histoire est lancée en mai 2011. La série principale, au cœur de l’évènement, est écrite par Geoff Johns et dessinée par Andy Kubert. À la fin, la série change radicalement le statu quo de l’Univers DC et débouche sur The New 52 qui relance entièrement les titres de l’éditeur avec 52 comics portant le numéro 1 (y compris Action Comics et Detective Comics qui avaient toujours gardé leur numérotation originelle depuis les années 1930).
Flashpoint présente un univers alternatif dans lequel seul Barry Allen semble être conscient des différences significatives entre la ligne temporelle normale et la version altérée, comme le fait que Cyborg est le symbole du héros par excellence tandis que Superman semble n'avoir jamais existé, Thomas Wayne est Batman et une guerre entre Wonder Woman et Aquaman a décimé la moitié de l’Europe.
Constituée de 61 numéros, la série est reliée à la série de Booster Gold, à 16 mini-séries de trois numéros et à plusieurs one-shots démarrant en juin 2011.
L’histoire a été librement adaptée dans le film d’animation La Ligue des justiciers : Le Paradoxe Flashpoint, dans la troisième saison de la série The Flash de CW ainsi que dans le film The Flash du DC Extended Universe.

## Résumé
Barry Allen se réveille pour découvrir que tout et tout le monde autour de lui a changé. Il n’est pas le Flash et n’a aucun pouvoir. Sa mère Nora (normalement décédée) est vivante ; son père, Henry, est mort d’une crise cardiaque trois ans plus tôt (au lieu d’être en vie et emprisonné pour le meurtre de sa femme). Captain Cold est le plus grand héros de Central City, la Justice League n’a jamais été créée et Superman est retenu captif et utilisé comme cobaye par le gouvernement américain après avoir atterri bébé à Metropolis.
Dans le reste du monde, les Amazones, menées par Wonder Woman, ont envahi la Grande-Bretagne, tandis que les Atlantes, dirigés par Aquaman, ont noyé l’Europe de l’Ouest sous l'océan. Une guerre fait rage entre les deux camps et menace le monde entier.
Barry Allen se rend à la Batcave pour obtenir l’aide de Batman mais se fait attaquer par celui-ci. Il s’avère que Batman est en fait Thomas Wayne. Dans cette réalité, c’est son fils Bruce qui a été tué par l’agresseur tandis que sa femme, Martha est devenue folle et a pris l’identité du Joker.
Expliquant la situation à Wayne, il lui demande son aide pour recréer l’expérience qui lui a donné ses pouvoirs mais aussi pour retrouver le responsable qu'il pense être Eobard Thawne, le Reverse-Flash.
Durant la bataille qui s’ensuit, Batman tue Eobard Thawne (dans une future histoire Suicide Squad, nous apprendrons qu'il n'est pas vraiment mort, ayant utilisé la force véloce pour retarder sa mort). Flash parvient à revenir dans le passé pour empêcher le sauvetage de sa mère de sa propre main, qui était l’élément déclencheur, découvrant au passage qu'il est lui-même à l'origine du paradoxe temporel. Ce voyage dans le temps cause la fusion des univers DC, Vertigo et Wildstorm. De cette fusion naît un nouvel univers, The New 52.
Flash transmettra également à Batman un message de son père, ce qui touchera beaucoup Bruce.
Néanmoins, il s'avèrera que Barry n'est pas à l'origine du paradoxe temporel, mais le Dr. Manhattan des Watchmen, arrivé dans l'univers des héros DC et voulant le sauver d'une future guerre mondiale en réécrivant l'histoire.

## Titres

### Prélude
- Time Masters: Vanishing Point no 1–6
- The Flash no 8–12

### Série principale
- Flashpoint no 1–5 écrit par Geoff Johns et dessiné par Andy Kubert

### Crossover
- Booster Gold no 44–47, écrit et dessiné par Dan Jurgens

### Mini-séries
Sur Batman : Whatever Happened to Gotham City? (Qu'est-il arrivé à Gotham City)
- Flashpoint: Batman Knight of Vengeance no 1–3, écrit par Brian Azzarello et dessiné par Eduardo Risso
- Flashpoint: Deadman and the Flying Graysons no 1–3, écrit par JT Krul et dessiné par Mike Janin

Sur les Vilains : Whatever Happened to the World’s Greatest Super Villains? (Qu'est-il arrivé aux plus grands Super-Vilains du Monde)
- Flashpoint: Citizen Cold no 1–3, écrit et dessiné par Scott Kolins
- Flashpoint: Deathstroke & the Curse of the Ravager no 1–3, écrit par Jimmy Palmiotti et dessiné par Joe Bennett et John Dell
- Flashpoint: The Legion of Doom no 1–3 écrit par Adam Glass et dessiné par Rodeny Buchemi et Jose Marzan
- Flashpoint: The Outsider no 1–3, écrit par James Robinson et dessiné par Javi Fernandez

Sur Green Lantern/Superman : Whatever Happened to the Aliens? (Qu'est-il arrivé aux Aliens)
- Flashpoint: Abin Sur - The Green Lantern no 1–3, écrit par Adam Schlagman et dessiné par Felipe Massafera
- Flashpoint: Project: Superman no 1–3, écrit par Scott Snyder et Lowell Francis et dessiné par Gene Ha

Sur le Mystique : Whatever Happened to Science & Magic? (Qu'est-il arrivé à la Science et à la Magie)
- Flashpoint: Frankenstein & the Creatures of the Unknown no 1–3, écrit par Jeff Lemire et dessiné par Ibraim Roberson[5]
- Flashpoint: Secret Seven no 1–3, écrit par Peter Milligan et dessiné par George Pérez et Scott Koblish

Whatever Happened to Europe? (Qu'est-il arrivé à l'Europe)
- Flashpoint: Emperor Aquaman no 1–3, écrit par Tony Bedard et dessiné par Ardian Syaf et Vicente Cifuentes
- Flashpoint: Wonder Woman and the Furies no 1–3, écrit par Dan Abnett et Andy Lanning et dessiné par Scott Clark et David Beaty[6]
- Flashpoint: Lois Lane and the Resistance no 1–3, écrit par Dan Abnett et Andy Lanning et dessiné par Eddy Nunez et Sandra Hope[6]

Everything You Know Will Change in a Flash (Tout ce que tu connais changera en un Flash)
- Flashpoint: Kid Flash Lost no 1–3, écrit par Sterling Gates et dessiné par Oliver Nome
- Flashpoint: The World of Flashpoint no 1–3, écrit par Rex Ogle et dessiné par Paulo Siqueira

He Never Got the Ring (Il n'a jamais eu l'Anneau)
- Flashpoint: Hal Jordan no 1–3, écrit par Adam Schlagman et dessiné par Ben Oliver

### One-shots
- Flashpoint: Grodd of War no 1, écrit par Sean Ryan et dessiné par Ug Guara
- Flashpoint: Reverse-Flash no 1, écrit par Scott Kolins et dessiné par Joel Gomez
- Flashpoint: Green Arrow Industries no 1, écrit par Pornsak Pichetshote et dessiné par Mark Castiello
- Flashpoint: The Canterbury Cricket no 1, écrit par Mike Carlin et dessiné par Rags Morales

## Changements dans la continuité
- Wonder Woman est devenue reine des Amazones. Elle a eu une liaison avec Aquaman et a tué sa femme Mera, ce qui déclencha une guerre entre eux. Elle a conquis la Grande-Bretagne en massacrant la moitié de sa population pour fonder un nouveau royaume des Amazones après qu'Aquaman a fait couler Themyschira. Plusieurs personnages féminins de l'univers DC (Arrowette, Cheetah, Cheshire, Giganta, Hawkgirl, Huntress, Katana, Lady Vic, Silver Swan, Starfire, Terra et Vixen) sont à ses côtés.
- Aquaman a détruit Themyschira et l'Europe de l'Ouest en tentant d'éliminer Wonder Woman; n'acceptant pas l'assassinat de sa femme. Tous les Atlantes le suivent, y compris ses ennemis Ocean Master et Black Manta.
- La Ligue de justice d'Amérique n'a jamais existé, tout comme les autres équipes de super-héros ou de super-vilains. Certains super-héros, antihéros et super-vilains travaillent pour le gouvernement.
- Bruce Wayne fut tué par l'agresseur dans la ruelle à la place de ses parents.
- Thomas Wayne tua l'assassin de son fils puis devint Batman. C'est une version beaucoup plus sombre et violente du Chevalier Noir, étant plus vieux, plus musclé, alcoolique, irritable et utilisant des armes à feu souvent pour tuer. Il a cependant toute l'intelligence du Batman classique et espionne en permanence les échanges gouvernementaux et les fréquences de la police, ainsi que les gangsters fréquentant les casinos qu'il possède. Ce Batman n'a ni Robin, ni Batgirl, ni Alfred Pennyworth et possède un luxueux jet privé à la place d'un Batplane.
- Martha Wayne sombra dans la folie, à cause de la mort de son fils, et devient le Joker.
- Le vaisseau de Superman bébé s'écrasa dans le centre-ville de Metropolis au lieu des environs de Smallville. L'armée enferma alors Superman dans une cellule souterraine durant la majorité de sa vie. Cet emprisonnement l'empêche de se développer normalement.
- Lois Lane est une espionne pour l'armée humaine.
- Lex Luthor est mort enfant, utilisé comme bouclier par son père.
- Cyborg est le plus grand héros de la terre.
- Captain Marvel, ici renommé Capitaine Tonnerre, est constitué de six enfants au lieu d'un seul.
- Barry Allen n'est jamais devenu Flash.
- Hal Jordan n'est jamais devenu Green Lantern.
- Harvey Dent n'est jamais devenu Double-Face.
- Captain Cold est un héros et est ici renommé Citizen Cold.

## Publications

### Éditions françaises
Urban Comics propose la série en 2012 dans son édition kiosque, sur trois volumes. La série principale y est accompagnée des numéros The Flash no 8–12 ainsi que de deux mini-séries : Flashpoint: Batman Knight of Vengeance et Flashpoint: Project: Superman.
L'éditeur repropose la série principale en édition reliée une première fois en 2013 accompagnée du film d'animation  (ISBN 978-2-3657-7319-5) et une deuxième fois en 2015 en édition simple  (ISBN 978-2-3657-7762-9).
La mini-série Flashpoint: Batman Knight of Vengeance est à nouveau disponible dans l'album Batman : Cité Brisée  (ISBN 978-2-3657-7896-1) en 2017.

## Autres médias

### Animation
- Cette mini-série a été adaptée dans un film d'animation réalisé par Jay Oliva en 2013 : La Ligue des justiciers : Le Paradoxe Flashpoint[11].

### Film
- Le film The Flash est inspiré de FlashpointFlash[12].

### Série télévisée
- La saison 3 de The Flash repose sur les conséquences de la création de la timeline Flashpoint par Barry Allen en voulant sauver sa mère de la mort et qui conduira a des transformations dans la vie des différents protagonistes de Arrowverse.

### Jeux vidéo
Plusieurs apparences (designs) pour des personnages, inspirées de Flashpoint, sont téléchargeables dans les jeux Injustice : Les dieux sont parmi nous, Injustice 2 et Batman: Arkham Knight.